# A Matter of Time (chanson de Sennek)
Pour les articles homonymes, voir A Matter of Time.
Chansons représentant la Belgique au Concours Eurovision de la chanson
City Lights
(2017) Wake Up
(2019)
A Matter of Time (« Une question de temps ») est une chanson interprétée par la chanteuse belge Sennek. Elle est sortie le 5 mars 2018 en téléchargement numérique. C'est la chanson qui représente la Belgique au Concours Eurovision de la chanson 2018 à Lisbonne au Portugal. Elle est intégralement interprétée en anglais.

## Concours Eurovision de la chanson

### Sélection
La chanson est sélectionnée en interne par le diffuseur VRT et est sortie le 5 mars 2018.

### À Lisbonne
Lors de la première demi-finale, Sennek interprète A Matter of Time en quatrième position, suivant Mall de l'Albanie et précédant Lie to Me de la Tchéquie. Elle termine à la 12e place avec 91 points, un total insuffisant pour se qualifier en finale.

## Liste des pistes
| 1. | A Matter of Time | 3:00 |

## Classements

### Classements hebdomadaires
| Classement (2018)               | Meilleure position |
| ------------------------------- | ------------------ |
| Belgique (Flandre Ultratip 100) | 9                  |
| Belgique (Wallonie Ultratip 50) | 16                 |